# Rifle Brunswick
O Rifle Brunswick ("Brunswick rifle") foi um rifle de percussão de grosso calibre (,704 in (17,9 mm)) fabricado para o Exército Britânico na Royal Small Arms Factory em Enfield no início do século XIX.
Nota: o termo em inglês "Rifle" aqui, se refere ao fato do projeto desse mosquete já prever o estriamento ("rifling" em inglês) do cano, portanto ele já saía da fábrica com o cano estriado. Não tendo nada a ver a denominação, com o porte, dimensões ou aparência desse modelo.

## Visão geral
O Rifle Brunswick, tinha um cano de estriamento peculiar com apenas duas ranhuras e "bala cinturada", foi utilizado pelos "regulars", milícias e tropas nativas por quase meio século, apesar das reclamações sobre a imprecisão das armas e o difícil sistema de carregamento.
No início da década de 1830, os militares britânicos estavam em busca de um rifle para substituir o já obsoleto rifle Baker de sete raias com taxa de torção de um quarto de volta que estava em uso por quase 25 anos, e que por sua vez, havia substituído o velho Brown Bess com cano de alma lisa.
Os requisitos primordiais eram: aumento da precisão de longo alcance e um novo sistema de ignição para substituir a já obsoleta pederneira. George Lovell, um funcionário e posteriormente inspetor da Royal Small Arms Factory, decidiu apresentar o sistema de percussão aos militares britânicos e, já em 1831, começou a experimentar vários sistemas. Em 5 de fevereiro de 1836, 2.000 novos rifles foram encomendados pelo Conselho, e George Lovell foi instruído a fornecer um rifle de padrão semelhante ao Baker.

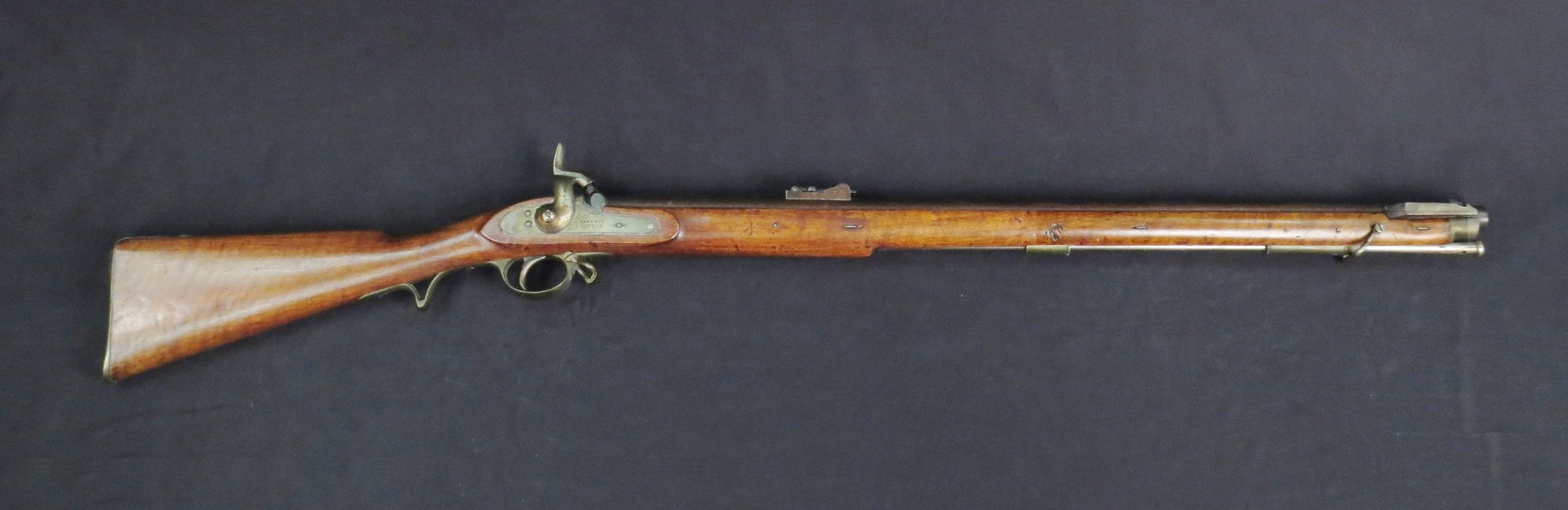
O "Brunswick Rifle".

Nesse ínterim, o Sr. Seabright, agindo em nome do duque de Brunswick, apresentou um rifle, desenvolvido por seu ajudante de campo, o capitão Berners e que estava em uso pelas forças do duque de Brunswick. Ele tinha originalmente um cano de 39,5 polegadas (1 000 milímetros) de comprimento, que foi posteriormente reduzido para 33 polegadas (838 milímetros), com duas ranhuras largas que faziam uma volta completa. Lovell o comparou com seu rifle de onze ranhuras e, embora fosse muito semelhante ao "rifle Jäger de Hanover" de 1835, ele ficou imediatamente impressionado. A única objeção que encontrou foi a dificuldade de colocar a "bala cinturada" em sua posição adequada no cano durante o carregamento.

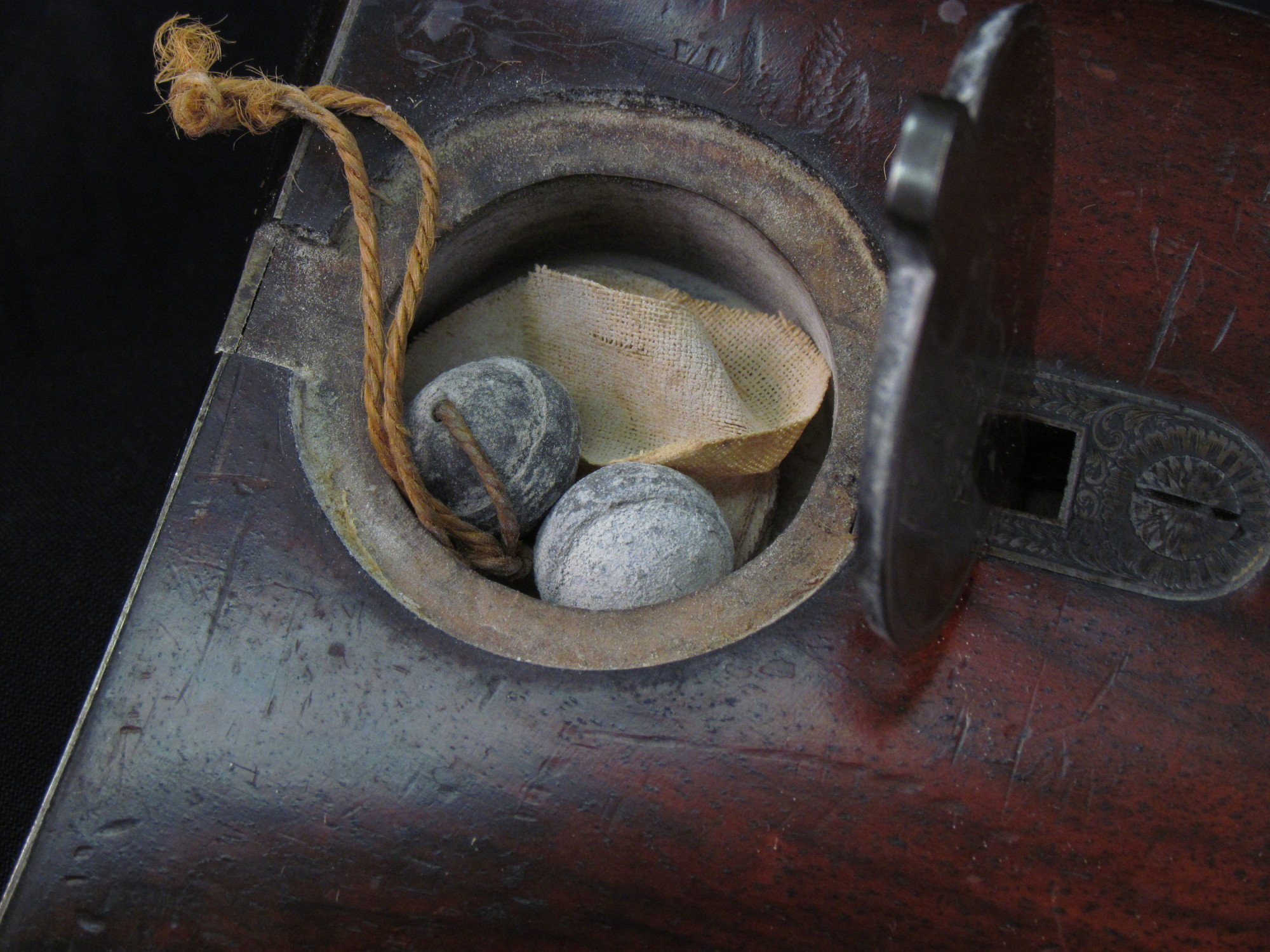
O "patch box" de um "Brunswick Rifle",
onde podem ser vistas suas exclusivas "balas cinturadas".

Em janeiro de 1837, o Adjutor General Maj.-gen. Sir John MacDonald, aprovou as sugestões feitas, e foram encomendados os primeiros 2.000 nessa configuração.

## Histórico de produção

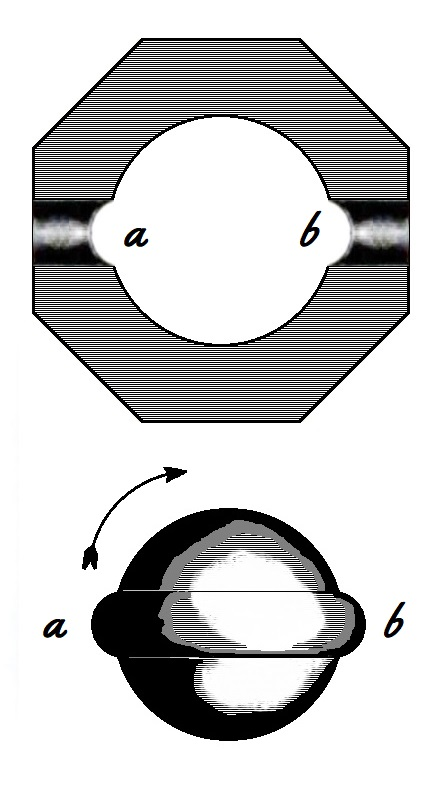
Vista em corte do cano do rifle Brunswick com suas duas ranhuras e a "bala cinturada" correspondente.

O Rifle Brunswick foi um dos vários designs apresentados para substituir o rifle Baker, e ao contrário dele, o rifle Brunswick tinha uma cano de alma raiada, e usava uma musket ball cinturada que se encaixava em duas ranhuras em espiral no cano.
Durante sua avaliação, foi notado que o disparo exclusivo do rifle Brunswick significava que o rifle Brunswick não poderia mais disparar os cartuchos de papel britânicos padrão em uso na época. O rifle também foi considerado muito pesado e disparava a uma velocidade relativamente baixa. Apesar dessas deficiências, o rifle teve um desempenho muito melhor do que o esperado, e o Mestre Geral de Artilharia ordenou que o rifle fosse produzido com um cano de 30 polegadas de calibre .654. O novo rifle foi projetado para aceitar uma baioneta tipo "espada", embora o design tenha sido alterado com a montagem recuada, já que a experiência havia mostrado que o rifle Baker não podia ser disparado com a baioneta fixada.
Em dezembro de 1836, foram realizados testes para comparar o rifle Brunswick com o rifle Baker, e no "Boxing Day", os militares anunciaram as vantagens do rifle Brunswick: que era mais preciso em distâncias mais curtas e superior em distâncias mais longas; exigia menos limpeza do que o rifle Baker; o design simplificado de dois sulcos do Brunswick teriam uma vida útil mais longa, e foi considerado muito robusto no geral. Em janeiro de 1837, o rifle Brunswick foi aprovado para produção.
Quase imediatamente, o calibre foi alterado de ,654 in (16,6 mm) para ,704 in (17,9 mm) sob um novo programa de padronização. Um padrão alterado foi submetido em agosto de 1837, e o primeiro pedido em massa de 1000 exemplares foi emitido em 25 de outubro de 1837. Em janeiro do ano seguinte, tornou-se aparente que 600 deles seriam necessários urgentemente para o Batalhão do Coronel Brown da "Rifle Brigade" e que a fábrica de Enfield não seria capaz de abastecê-los a tempo. Assim, todo o pedido foi tornado público em Londres, a um custo de 38 shillings por rifle. Os primeiros rifles Brunswick foram feitos pelos seguintes armeiros:
| - Barnett & Co., 212; - Tomas Potts, 212; - Lacy & Reynolds, 210; - E. J. Baker, 146; |  | - R. E. Pritchett, 80; - Thomas Ashton, 80. - William Parker, 80; |  | - Reynolds & Son, 55; - Thomas Leigh, 55; - W. Mills & Son, 55; |  | - W. T. Bond, 55; - Wm. Heptinstall, 55; - Yeoman’s & Son, 55; |

A produção começou em março de 1838, e os primeiros rifles produzidos em massa foram emitidos para a "Rifle Brigade", para o "Royal Canadian Rifle Regiment" e algumas unidades especializadas em 1840.
O rifle Brunswick desenvolveu a reputação de ser difícil de carregar, mas foi bastante bem recebido e permaneceu em produção por quase 50 anos. O rifle foi usado na Inglaterra e em diversas colônias e postos avançados em todo o mundo. Vários refinamentos foram feitos no design durante sua vida útil, e a produção do rifle foi finalmente interrompida em 1885.

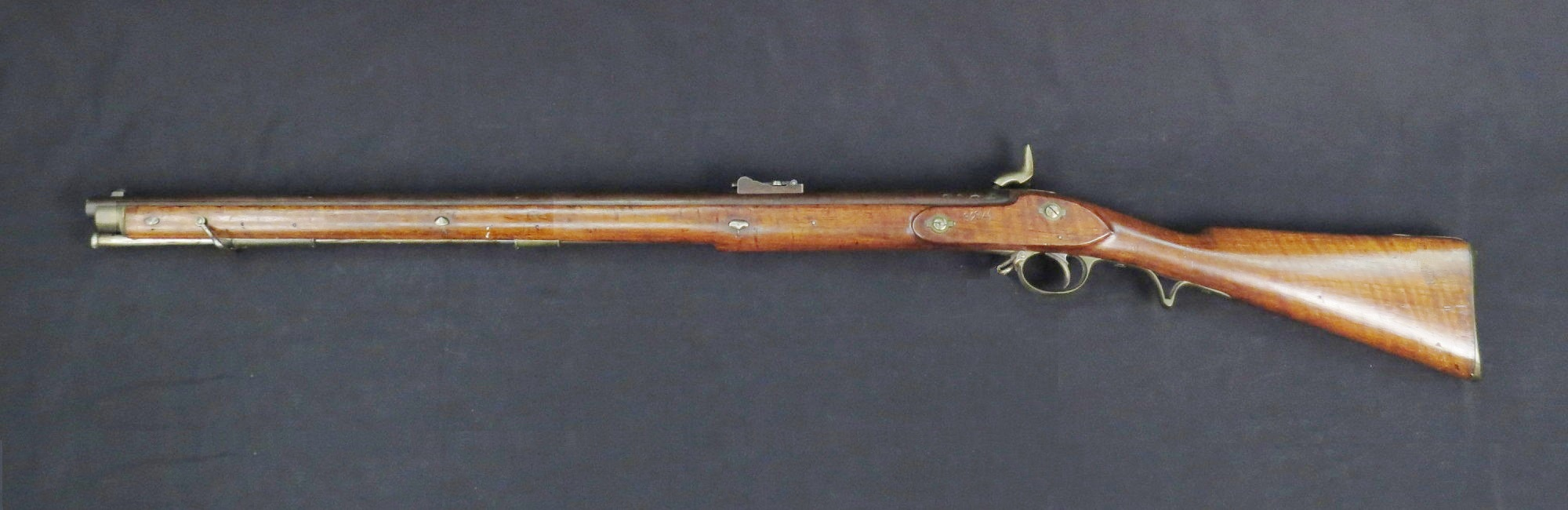
O Brunswick rifle "London".

O rifle Brunswick também foi fabricado na Bélgica. Um número limitado de rifles Brunswick foi importado para os Estados Unidos durante a Guerra Civil. Alguns deles acabaram nas mãos de unidades como a "26ª de Infantaria da Louisiana", que foi parcialmente equipada com Brunswicks durante o Cerco de Vicksburg.

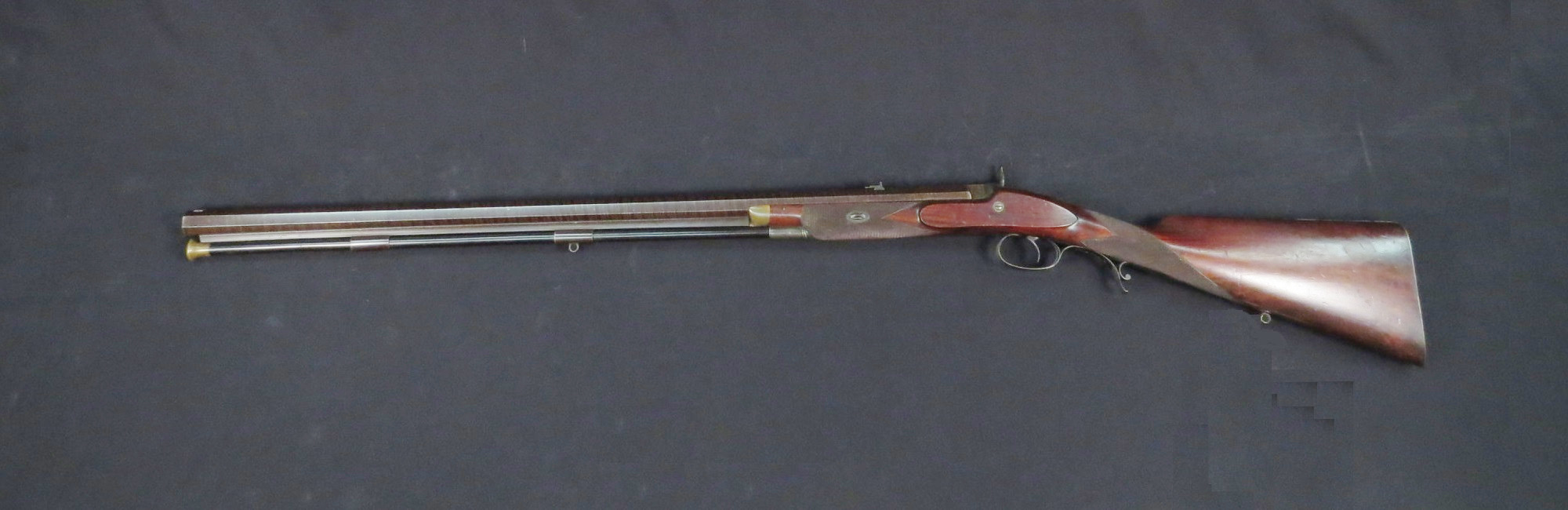
O Brunswick rifle "Venables".

O nome do rifle vem do Ducado de Brunswick, atualmente Brunswick, mais especificamente de Frederico Guilherme, Duque de Brunswick-Volfembutel que fugiu para a Inglaterra e lá juntou forças a seu cunhado, o futuro rei George IV.

## Características do projeto

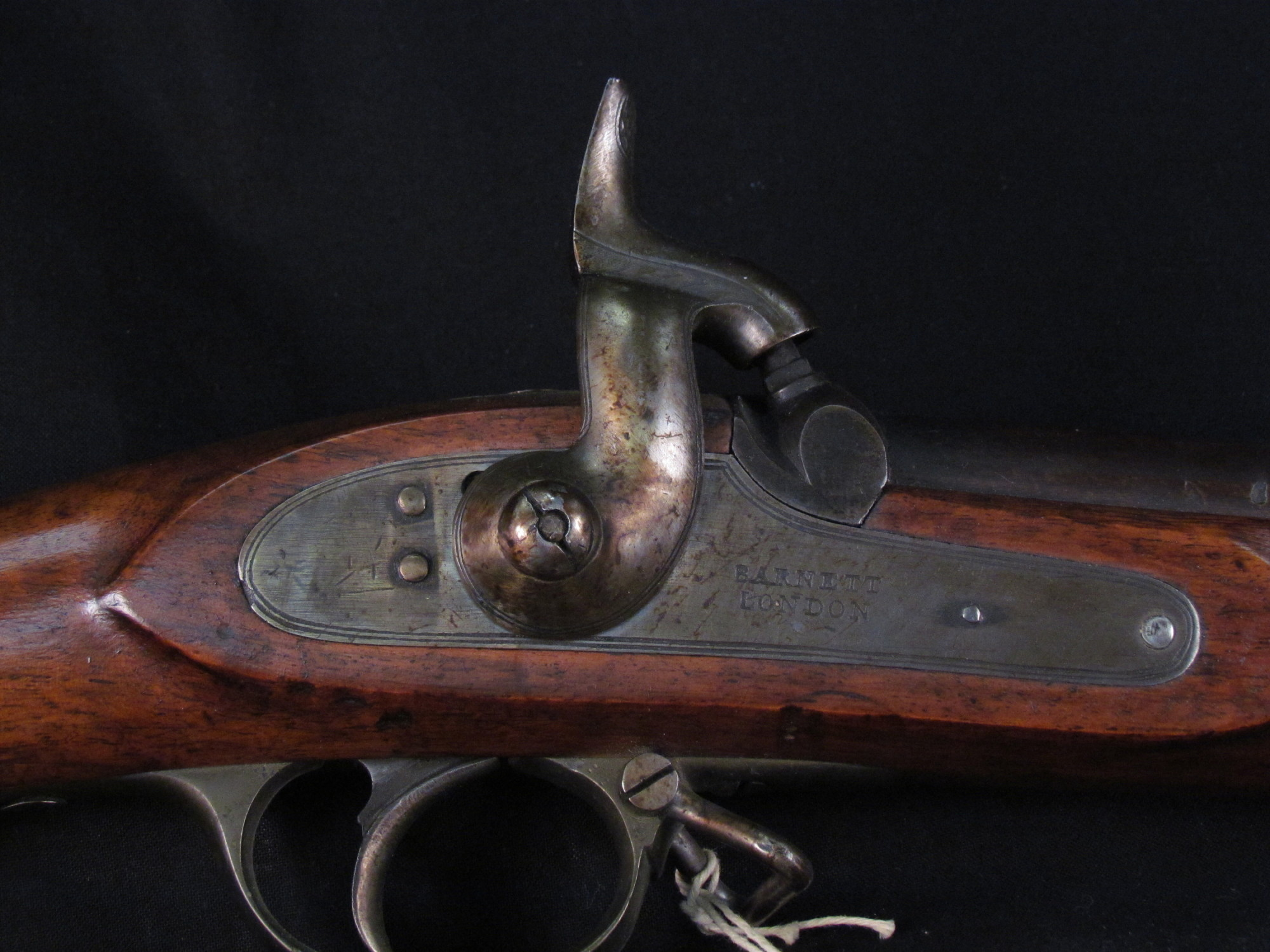
O mecanismo de percussão de um rifle Brunswick fabricado pela "Barnett & Co."

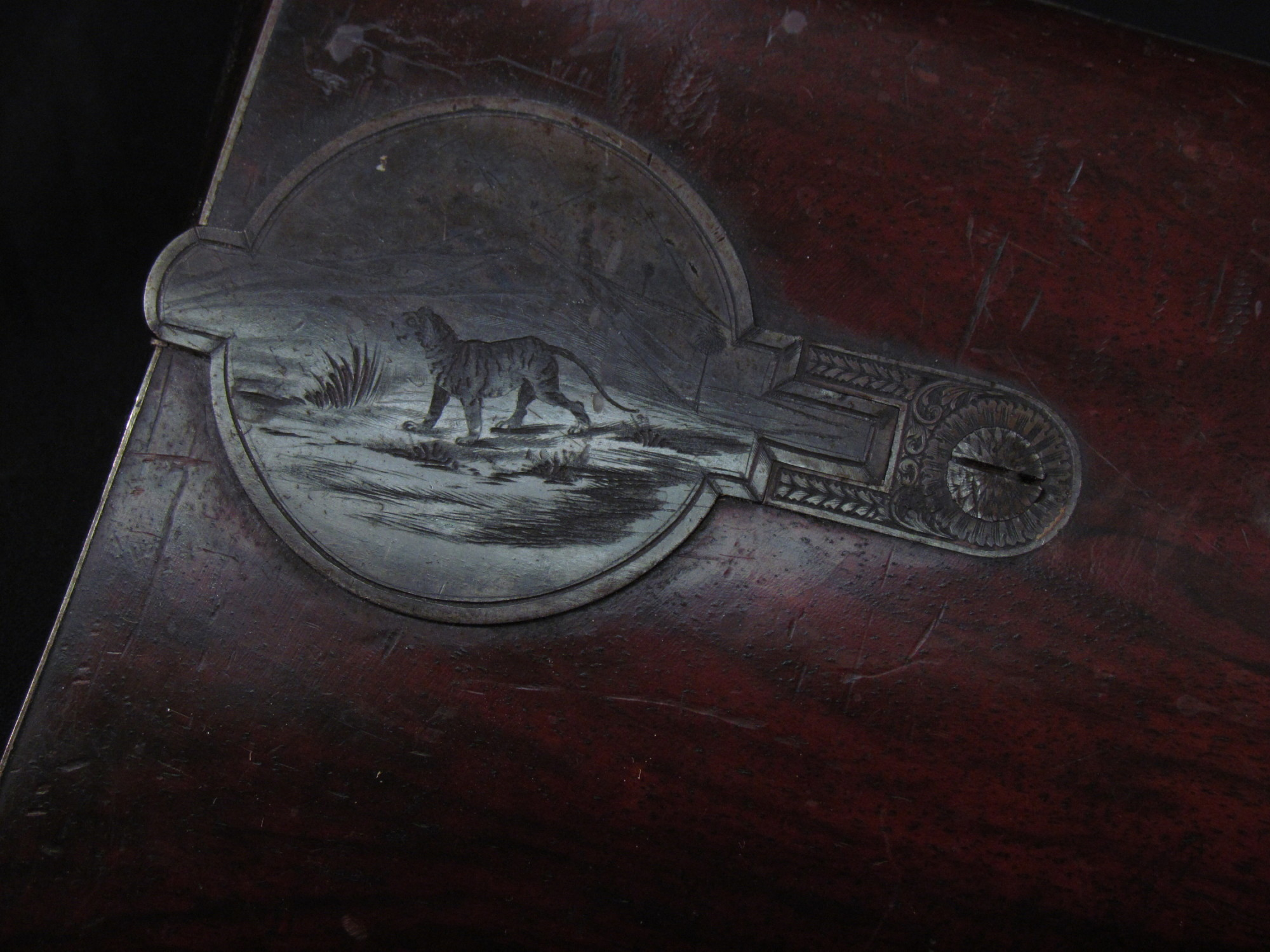
O "patch box" de um rifle Brunswick.

O rifle Brunswick tinha um cano de duas ranhuras projetado para receber uma bala esférica "cinturada". Como todos os rifles da época, o rifle Brunswick sofria do problema de ser difícil de carregar. As balas para rifles deviam se encaixar firmemente no cano, de modo que a bala agarrasse o estriamento enquanto ele descesse pelo cano, dando um giro na bala e melhorando sua estabilidade. Mesmo que o design de "cheios e fundos" do Brunswick permitisse o uso de munições que não se encaixavam tão bem, a pólvora negra usada durante este período sujaria rapidamente o cano, tornando o Brunswick mais e mais difícil de carregar a medida que fosse usado.
Como o Brunswick usava uma bala que foi projetada especificamente para ser encaixada em suas ranhuras, ela precisava ser posicionada corretamente para ser carregada. Isso tornava o rifle difícil de carregar à noite, quando as ranhuras não podiam ser vistas.
O mecanismo de percussão era originalmente um projeto de ação traseira, com a mola principal localizada atrás do cão. Este design provou ser impopular, pois enfraquecia a área de empunhadura da coronha. Os rifles Brunswick posteriores apresentavam um mecanismo mais convencional, com a mola localizada na lateral do cão.
A coronha era feita de nogueira e apresentava uma empunhadura reta e uma soleira baixa. Uma "patch box" com tampa de latão articulada estava localizada no lado direito da coronha. Originalmente, o rifle Brunswick usava uma "patch box" de compartimento único. Os rifles posteriores usaram uma "patch box" ligeiramente maior com dois compartimentos.
Os tubos para encaixe da vareta, o guarda-mato e placa proteção da soleira, eram todos feitos de latão polido.
O rifle foi projetado para aceitar uma baioneta do tipo espada que é montada com o uso de uma "barra de baioneta", semelhante ao desenho usado no rifle Baker. A "barra de baioneta" foi realocada mais para trás devido a problemas que haviam ocorrido com o rifle Baker.
O rifle Brunswick usava miras de ferro, sendo a frontal do tipo poste ou bloco e a traseira do tipo "flip-up leaf" de duas posições que podia ser ajustada para 200 jardas (183 metros) ou 300 jardas (274 metros).
O rifle pesava aproximadamente 9 a 10 libras (dependendo do padrão) sem a baioneta presa.

## Variantes
O Pattern 1837 apresentava o mecanismo de ação com mola atrás do cão e a "patch box" de compartimento único. O primeiro deles tinha calibre ,654 in (16,6 mm), mas isso foi mudado bem cedo na vida do rifle, e a maioria era do calibre .704. Todos os padrões subsequentes eram de calibre ,704 in (17,9 mm).
O Pattern 1840 apresentava uma "patch box" de compartimento duplo e tinha várias pequenas melhorias sobre o Padrão anterior.
O Pattern 1841 substituiu o mecanismo de ação com mola atrás do cão por um com a mola na lateral do cão. No entanto, essa mudança do mecanismo só foi colocada na linha de produção em 1845. Esta versão também usava um cano de ferro forjado  a quente em vez de aço forjado a frio e um plugue simples que substituiu o plugue do tipo "break-off" usado em padrões anteriores.
O Pattern 1848 apresentava outras pequenas melhorias e usava uma trava de baioneta aprimorada com o entalhe de travamento localizado na metade do caminho ao longo da "barra de baioneta" em seu lado superior. Apenas alguns lotes de rifles produzidos para o Exército Britânico foram equipados com esse aperfeiçoamento.
Uma versão mais pesada no calibre ,796 in (20,2 mm) foi produzida para a "Royal Navy".

Cópias do rifle Brunswick foram feitas no Nepal, aproximadamente entre 1840 e 1860. Essas cópias foram aparentemente feitas à mão e, como tal, seus detalhes variaram ligeiramente. Havia duas versões distintas, um padrão "leve" que pesava aproximadamente 7,5 lb (3,40 kg) e uma versão que era mais semelhante ao rifle Brunswick padrão que pesava mais de 9 lb (4,08 kg). Estima-se que aproximadamente 10.000 a 12.000 destes foram feitos no Nepal.